# Сборная Армении по футболу (до 19 лет)
Сбо́рная Арме́нии по футбо́лу до 19 лет (арм. Հայաստանի ֆուտբոլի Մ-19 հավաքական) — национальная сборная команда Армении, в составе которой могут выступать футболисты Армении в возрасте 19 лет и младше. Многие игроки из юношеской сборной Армении впоследствии выступают за более взрослую молодёжную сборную страны.
Сборная Армении по футболу среди юношей до 19 лет сыграла свой первый матч в 1993 году: это была игра против сборной Турции. Сборная Армении до 19 лет 2 раза смогла квалифицироваться на чемпионат Европы: на турнир 2005 года и на турнир 2019 года.

## Главные тренеры
| Тренер            | Период     | И | В | Н | П | ЗМ | ПМ |
| ----------------- | ---------- | - | - | - | - | -- | -- |
| Самвел Петросян   | 2004—2005  | ? | ? | ? | ? | ?  | ?  |
| Армен Санамян     | 2005—2007  | ? | ? | ? | ? | ?  | ?  |
| Вараздат Аветисян | 2011—2012  | 6 | 2 | 1 | 3 | 7  | 10 |
| Ашот Аветисян     | 2012—?     | ? | ? | ? | ? | ?  | ?  |
| Артак Осеян       | 2021—н. в. | ? | ? | ? | ? | ?  | ?  |